# Николич, Милош
Милош Николич (серб. Miloš Nikolić; род. 3 октября 1994, Ужице) — сербский футболист, защитник черногорского клуба «Единство» Биело-Поле.

## Карьера
3 марта 2019 года подписал контракт с клубом «Коканд 1912». 10 марта 2019 года в матче против клуба «Навбахор» дебютировал в чемпионате Узбекистана.
23 января 2021 года перешёл в сербский клуб «Златибор». 6 февраля 2021 года в матче против клуба «Спартак» Суботица дебютировал в сербской Суперлиге.
12 июля 2024 года стал игроком казахстанского клуба «Шахтёр» Караганда.

## Клубная статистика
| Игровая карьера | Игровая карьера    | Игровая карьера | Лига | Лига | Кубок | Кубок | Межд. | Межд. | Др. | Др. |
| --------------- | ------------------ | --------------- | ---- | ---- | ----- | ----- | ----- | ----- | --- | --- |
| 2019/20         | Младост (Добой)    | А               | 3    | 0    | —     | —     | —     | —     | —   | —   |
| 2020/21         | Младост (Добой)    | А               | 16   | 2    | —     | —     | —     | —     | —   | —   |
| 2020/21         | Златибор           | А               | 8    | 0    | —     | —     | —     | —     | —   | —   |
| 2021/22         | Лозница            | Б               | 29   | 1    | 2     | 0     | —     | —     | —   | —   |
| 2022/23         | Лозница            | Б               | 16   | 2    | 1     | 0     | —     | —     | —   | —   |
| 2022/23         | Слога (Добой)      | А               | 13   | 2    | 2     | 0     | —     | —     | —   | —   |
| 2023/24         | Слога (Добой)      | А               | 25   | 2    | 4     | 0     | —     | —     | —   | —   |
| 2024            | Шахтёр (Караганда) | А               | 5    | 0    | 1     | 0     | —     | —     | —   | —   |